# 霍赫加瑟山
47°09′02″N 12°31′18″E / 47.150622°N 12.521553°E

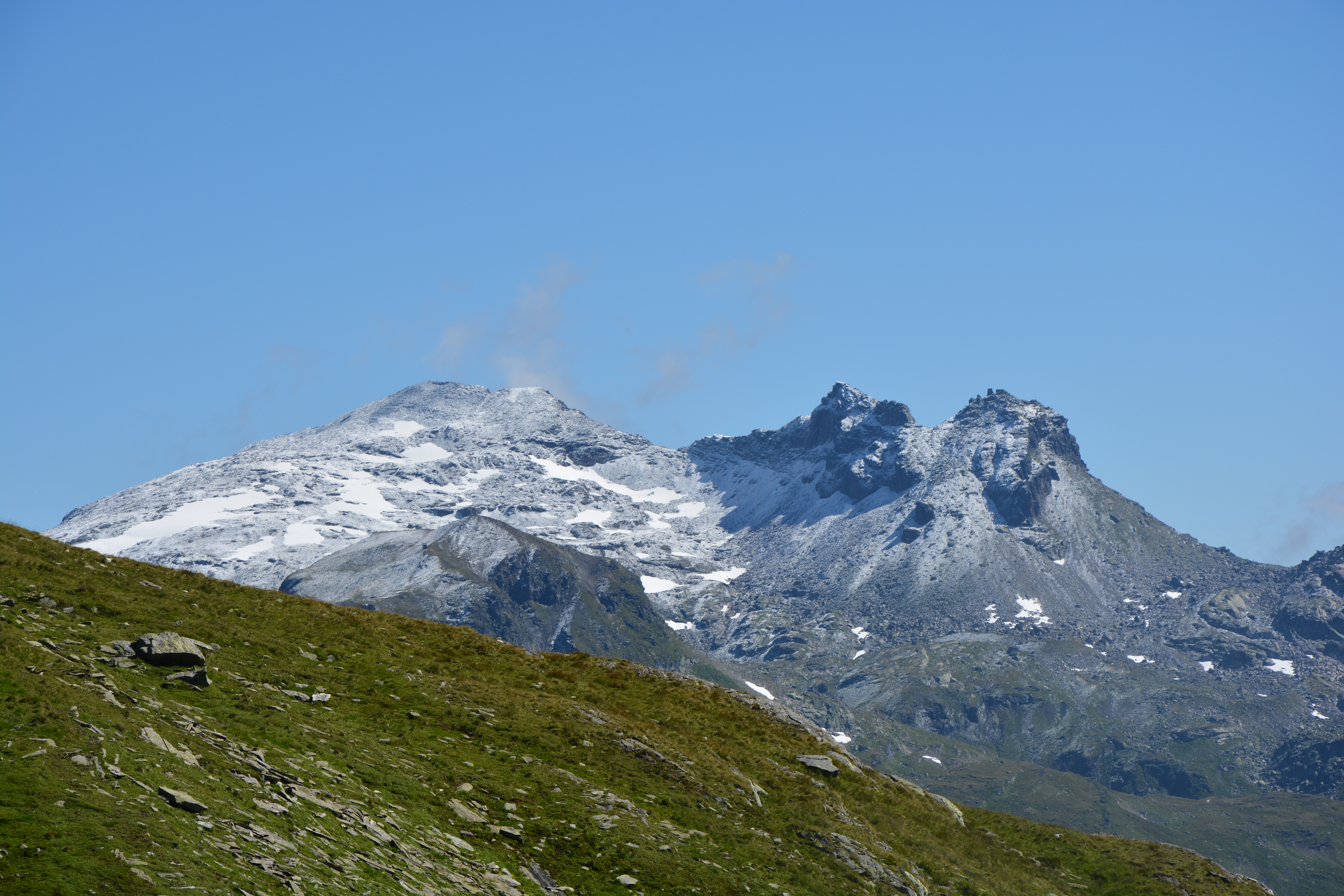

霍赫加瑟山（德語：Hochgasser），是奧地利的山峰，是奧地利的山峰，位於該國中部，處於薩爾茨堡州和蒂羅爾州接壤的邊界，屬於格拉納特山脈的一部分，距離陶恩科格爾山2.9公里，海拔高度2,922米，每年平均降雨量2,073毫米。